# جون جاي بويل
جون جاي بويل (بالإنجليزية: John J. Boyle)‏ هو نحات أمريكي، ولد في 1851 في نيويورك في الولايات المتحدة، وتوفي بنفس المكان في 10 فبراير 1917.